# Nechen

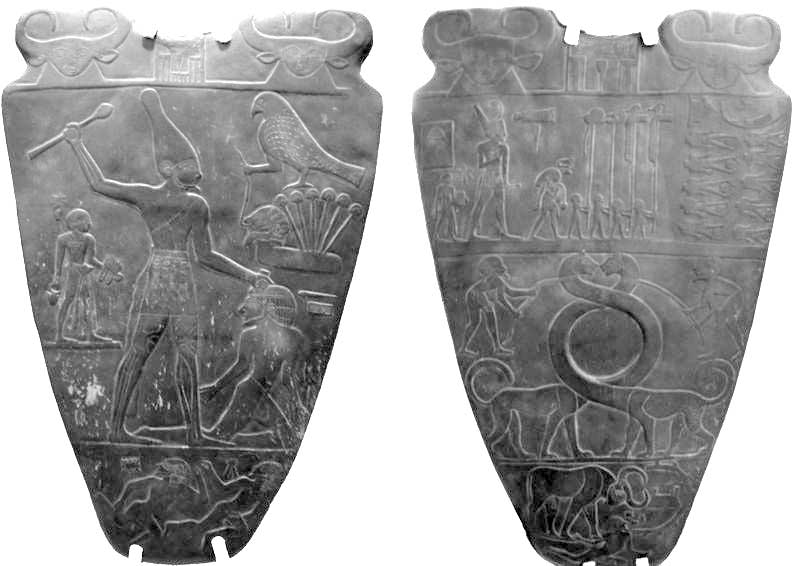
Paleta Narmera

Nechen (gr. Ἱεράκων πόλις, translit. Hierakonpolis, Hieraconpolis lub Hieracompolis, arab. ‏الكوم الأحمر‎, translit. Kom El-Ahmar) – miasto w starożytnym Egipcie; arabska nazwa oznacza „Czerwone Wzgórze”.

W okresie predynastycznym i na początku okresu wczesnodynastycznego religijna i polityczna stolica Górnego Egiptu, ośrodek kultu boga Horusa i bogini Nechbet. Stolica władców, którzy zjednoczyli Górny i Dolny Egipt. Głównym bóstwem miasta był sokół z dwoma wysokimi piórami na głowie (Horus Nechenita).
W późniejszym okresie pierwsza stolica III nomu górnoegipskiego. W strukturze staroegipskiego aparatu władzy istniała funkcja „naczelnika Nechen”, który musiał odgrywać rolę zbliżoną do wicekróla Południa.
Intensywna rozbudowa za czasów Pepiego I.
Obecnie jedno z ważniejszych stanowisk archeologicznych w Górnym Egipcie. Miejsce odnalezienia klasycznych zabytków, mówiących o początkach zjednoczonego państwa egipskiego: Palety Narmera, głowic maczug króla Skorpiona i Narmera, Palety Sępów, Palety Łowów, a także zabytków z czasów Pepiego I, w tym miedzianych posągów samego Pepiego I i jego syna Merenrego.
W 2009 roku ekspedycja archeologiczna prowadzona przez Renée Friedman odnalazła na terenie miasta liczne szczątki zwierząt (m.in. dzikich kotów, hipopotama, pawianów) pogrzebanych wraz z naczyniami glinianymi i figurkami ludzkim. Ponadto badania kości wykazały, że zwierzęta te były leczone, co wskazuje, że zwierzęta te mogły przebywać w środowisku przypominającym dzisiejsze ogrody zoologiczne.